# جيوفاني غريمالدي
جيوفاني غريمالدي (بالإيطالية: Giovanni Grimaldi)‏ هو كاتب سيناريو وصحفي ومخرج إيطالي، ولد في 14 نوفمبر 1917 في قطانية في إيطاليا، وتوفي في 25 فبراير 2001 في روما في إيطاليا.

## وصلات خارجية
- جيوفاني غريمالدي على موقع IMDb (الإنجليزية)
- جيوفاني غريمالدي على موقع ألو سيني (الفرنسية)
- جيوفاني غريمالدي على موقع أول موفي (الإنجليزية)
- جيوفاني غريمالدي على موقع قاعدة بيانات الأفلام السويدية (السويدية)
- جيوفاني غريمالدي على موقع قاعدة بيانات الفيلم (الإنجليزية)
- جيوفاني غريمالدي على موقع كينوبويسك (الروسية)